# Деккер, Максим
Макси́м Де́ккер (нидерл. Maxim Dekker; род. 21 апреля 2004, Рейсенхаут, Северная Голландия) — нидерландский футболист, защитник клуба АЗ.

## Клубная карьера
Деккер — воспитанник клубов АФК и АЗ. 30 апреля 2021 года в поединке против «Роды» Максим дебютировал в Эрстедивизи за дублирующий состав последних. 29 мая 2022 года в матче «Витесса» он дебютировал в Эредивизи за основной состав.